# Блумбергс, Илмарс
И́лмарс Блу́мбергс (латыш. Ilmārs Blumbergs; 6 сентября 1943 года, Рига — 18 февраля 2016) — советский и латвийский художник. Заслуженный деятель искусств Латвийской ССР (1989). Награжден орденом Трёх звёзд IV степени (1995).

## Биография
Родился 6 сентября 1943 года в Риге. В 1951 году Илмар вместе с матерью отправился в Тюхтет, куда после пяти лет заключения был сослан его отец, обвинённый в совершении «особо опасного преступления против государственной власти».
После возвращения в Ригу окончил Рижскую среднюю школу прикладного искусства (1963), а в 1972 году — факультет сценографии отделения живописи в Латвийской Академии художеств. С 1969 по 1978 год работает сценографом в Театре «Дайлес». С 1976 по 1985 год главный художник театра «Дайлес», создаёт декорации и костюмы для постановок в Латвийской Национальной опере. С 1962 года участвовал в выставках. В 1972 году избран членом Союза художников Латвии, а в 1973 году — членом Союза театральных работников Латвии. В 1989 году получил звание Заслуженного деятеля искусств Латвийской ССР. В 1995 году награжден Орденом Трёх звёзд IV степени. В 2001 году удостоен Премии Балтийской ассамблеи по искусству.

## Творчество
Илмарс Блумбергс работал в графике, в живописи, иллюстратором книг. Разрабатывал дизайн монет, скульптур. Занимался фотографией и кино.